# محطة فوتكينسك الكهرومائية
محطة فوتكينسك الكهرومائية (بالروسية: Воткинская ГЭС) هي سد ومحطة طاقة كهرومائية تقع على نهر كاما عند الحدود الفاصلة بين كراي بيرم وجمهورية أودمورتيا في روسيا. تقع المحطة على بعد 30 كيلومترًا جنوب مدينة فوتكينسك، وتُستخدم بشكل رئيسي لتوليد الكهرباء وتسهيل الملاحة النهرية.

## الخصائص
تتميّز المحطة بعدة عناصر رئيسية:
- السعة المركبة لمحطة التوليد تبلغ 1,100 ميغاواط.
- تضم السد منظومة لرفع السفن، تسهّل عبور الملاحة النهرية.
- بدأ العمل في بناء السد عام 1955.
- دخل أول مولد كهربائي حيز التشغيل عام 1961.
- اكتمل تشغيل آخر مولد في عام 1963.
- اكتمل المشروع بالكامل بحلول عام 1965.

## الأهمية
تُعد محطة فوتكينسك من المشاريع الاستراتيجية على نهر كاما، إذ ساهمت في:
- تعزيز شبكة الكهرباء الإقليمية في روسيا الغربية.
- دعم البنية التحتية للنقل النهري.
- توفير فرص العمل والتنمية الاقتصادية في منطقة بيرم وأودمورتيا.